# David Herman (Beamter)
David Herman war ein leitender kursächsischer Beamter. Er ist in den Jahren zwischen 1569 und 1571 als Amtsschösser des Amtes Wolkenstein im Erzgebirge nachweisbar.

## Leben und Wirken
Die Biografie von David Herman wurde noch nicht intensiver erforscht. 
1569 übernahm er im Auftrag der kursächsischen Kanzlei in Dresden die Untersuchung der Verschuldung von Abraham Siegel.
Ende 1571 wird er in den Revaler Regesten als Amtsschösser in Wolkenstein und Rauenstein erwähnt.